# Балибо (фильм)
«Балибо» (англ. Balibo) — кинофильм режиссёра Роберта Коннолли, вышедший на экраны в 2009 году. Фильм основан на реальных событиях.

## Сюжет
В 1975 году войска Индонезии при полном попустительстве своих западных союзников вторглись в Восточный Тимор, оккупировав это молодое государство. Опытный австралийский журналист Роджер Ист (Roger East) отправляется в эту страну, чтобы своими глазами наблюдать происходящие события и расследовать исчезновение группы своих коллег в приграничном городе Балибо (Balibo Five).

## В ролях
- Энтони Лапалья — Роджер Ист
- Оскар Айзек — Жозе Рамуш-Орта
- Саймон Стоун — Тони Маниарти
- Том Райт — Брайан Питерс
- Марк Леонард Уинтер — Тони Стюарт
- Дэймон Гамо — Грег Шеклтон
- Натан Филлипс — Малкольм Ренни
- Джайтон Грантли — Гэри Каннингем
- Беа Виегас — Джулиана

## Награды и номинации
- 2009 — три премии Австралийского киноинститута: лучший адаптированный сценарий (Роберт Коннолли), лучший актер (Энтони ЛаПалья), лучший актер второго плана (Оскар Айзек)
- 2009 — пять номинаций на премию Австралийского киноинститута: лучший фильм (Ребекка Уильямсон, Джон Мэйнард), лучший режиссёр (Роберт Коннолли), лучший актер второго плана (Дэймон Гамо), лучшая актриса второго плана (Беа Виегас), лучший звук
- 2009 — фильм был представлен на кинофестивалях в Лондоне и Торонто
- 2010 — приз зрительских симпатий за лучший фильм на иностранном языке на кинофестивале в Сан-Паулу